# Logitech G25

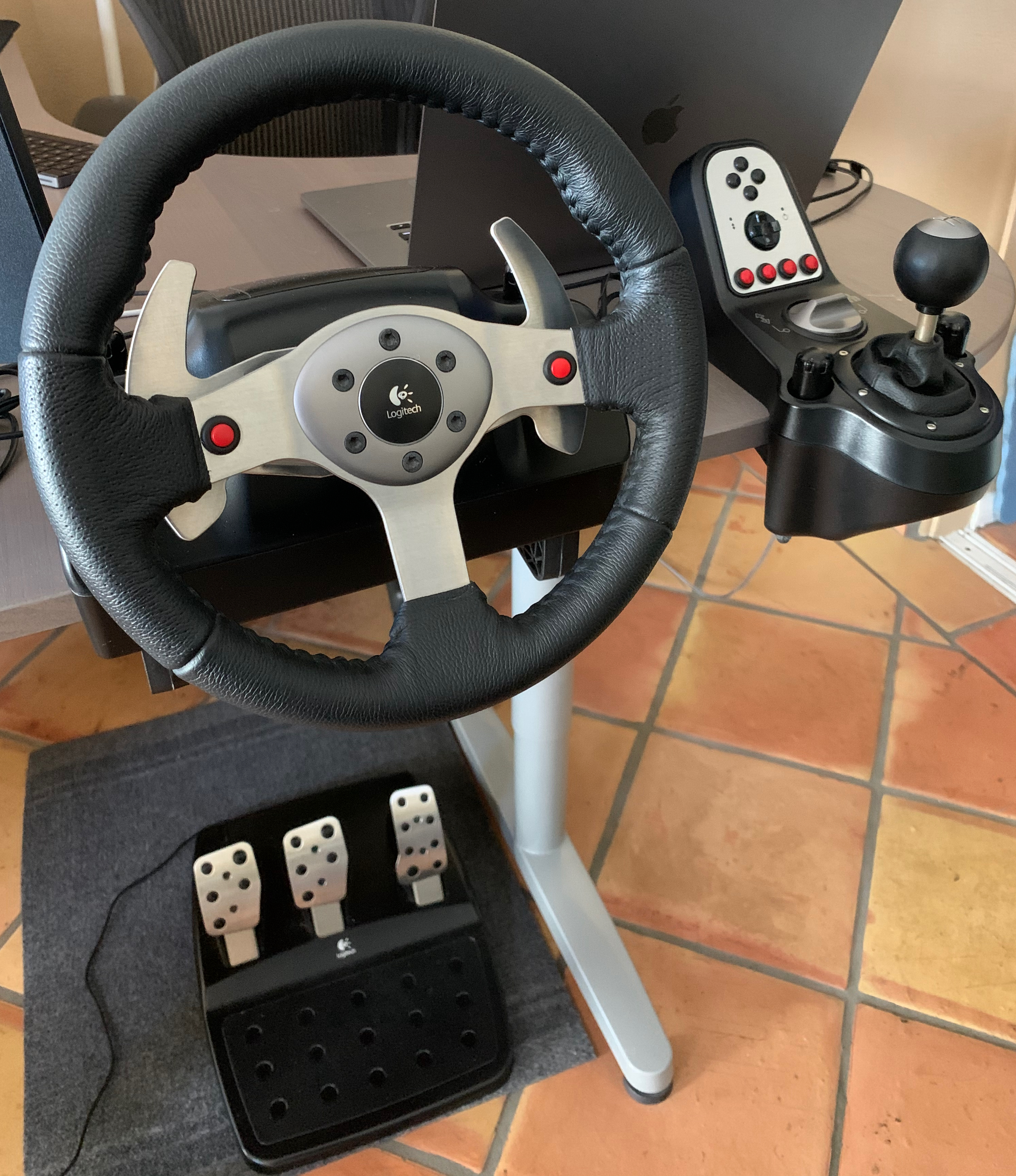

Il Logitech G25 è un volante elettronico progettato per i videogiochi di corse, introdotto sul mercato nel novembre 2006. Compatibile con PC, PlayStation 2 e PlayStation 3, utilizza un'interfaccia USB.

## Specifiche
I suoi componenti sono: 
- Volante: 
  - 270 mm, rivestito in pelle;
  - Rotazione regolabile fino a 900 gradi;
  - 2 motori force feedback;
  - Un set di ingranaggi tra motori e ruota, incluso un design anti-gioco;
  - 2 leve per il cambio sequenziale;
  - 2 pulsanti;
- Pedali in acciaio inossidabile, tra cui: 
  - Acceleratore (molla leggera);
  - Freno (molla pesante);
  - Frizione (molla media);
- Cambio: 
  - 8 pulsanti;
  - 1 D-pad;
  - Un pomello in pelle e asta del cambio in metallo a "H" a 6 velocità. La retromarcia è selezionabile premendo verso il basso e passando alla 6°;
  - Un pulsante per impostare la leva del cambio in una modalità sequenziale su-giù;

Un volante paragonabile è la ruota Porsche Fanatec 911, sebbene non utilizzi alcun metallo nella sua rifinitura. 
Nel 2010 venne introdotto il successore del G25, il Logitech G27. 